# Petersbergtaken

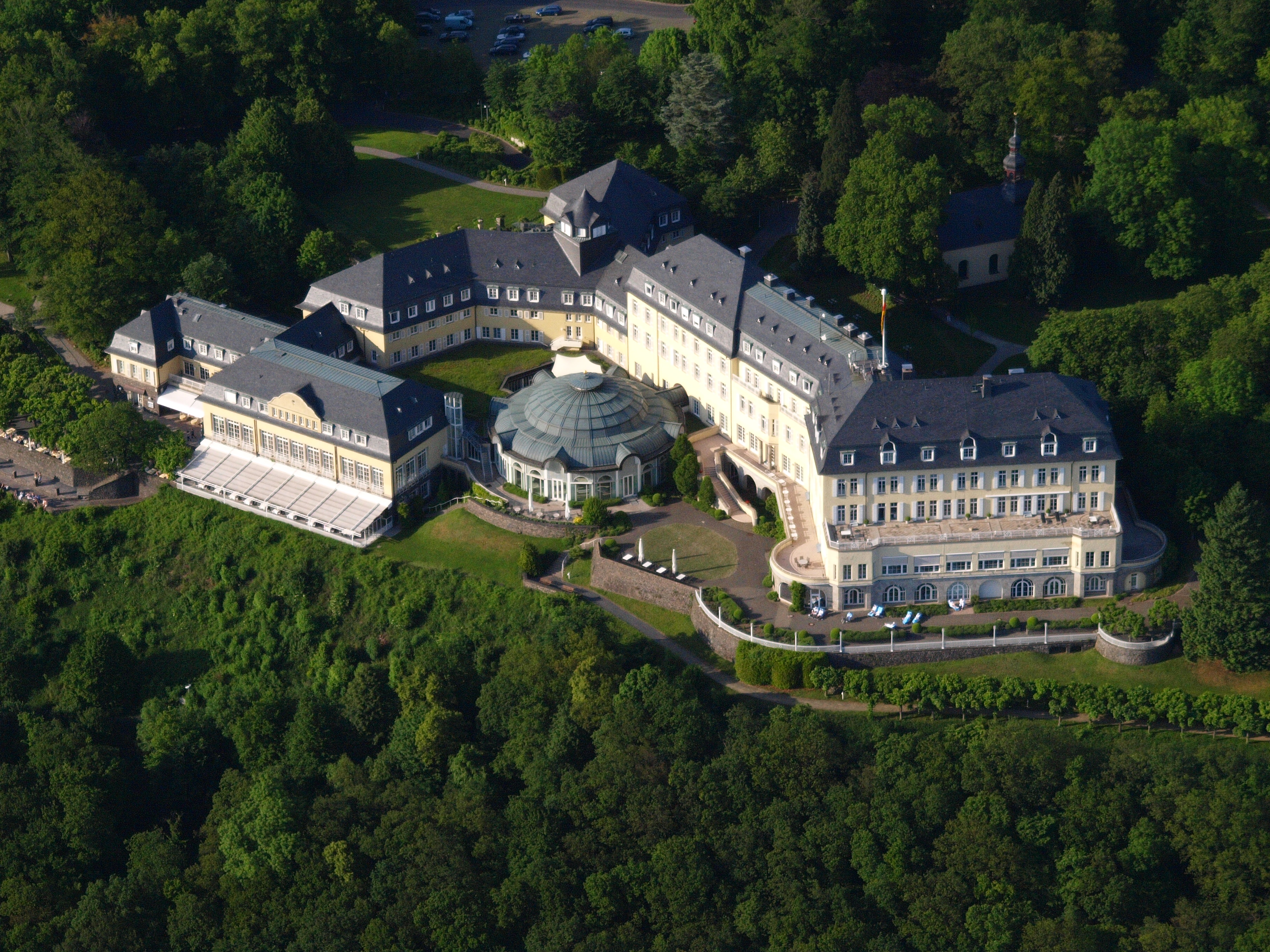
Hotel Petersberg, waar in 1992 de Petersbergtaken werden bepaald.

De Petersbergtaken (Engels: Petersberg tasks) zijn een aantal militaire en veiligheidsprioriteiten die zijn opgenomen in het Gemeenschappelijk veiligheids- en defensiebeleid (GVDB) van de Europese Unie.
De Petersbergtaken zijn de militaire taken van humanitaire, ontwapenende, vredeshandhavende en -makende aard die de West-Europese Unie (WEU) mocht en de Europese Unie (EU) mag uitvoeren. Ze werden op 19 juni 1992 gedefinieerd in de Verklaring van Petersberg, vernoemd naar Hotel Petersberg bij Bonn. Aldaar besloot de Raad van de WEU, bestaande uit de ministers van defensie en buitenlandse zaken van haar lidstaten dat zij hun troepen en middelen onder beheer van de WEU zouden plaatsen. Door de gedeeltelijke fusie van de WEU met de EU werden deze taken onderdeel van het Gemeenschappelijk veiligheids- en defensiebeleid.
Met het Verdrag van Amsterdam in 1997 werden de Petersbergtaken opgenomen in het Verdrag betreffende de Europese Unie. Zowel de WEU als de EU mochten daardoor de Petersbergtaken handhaven, maar met de overheveling van de belangrijkste WEU-onderdelen naar de EU in 1999 werd dit verschil grotendeels kunstmatig. Met de oprichting van het Europees Defensieagentschap in 2004 was de WEU achterhaald en uiteindelijk werd zij ontbonden in 2011.
De Petersbergtaken bestrijken een breed scala aan mogelijke militaire missies, van simpel tot robuust. Ze worden als volgt geformuleerd:
- Humanitaire en -reddingstaken
- Vredeshandhavingstaken (peacekeeping)
- Taken van strijdkrachten voor crisismanagement, waaronder het (met geweld) afdwingen van vrede (peacemaking)

Officieel verplicht de EU zichzelf om bovenstaande taken te doen, maar er kunnen extra taken bij komen. In de praktijk wordt territoriale verdediging gezien als een taak voor de NAVO. Omdat 22 van de 28 EU-lidstaten ook lid van de NAVO zijn, zijn er een heleboel bepalingen die concurrentie met de NAVO dienen te voorkomen.